# Gilbert Turck
Pour les articles homonymes, voir Turck.
Gilbert Charles Georges Turck, né le 3 septembre 1911 au Frestoy-Vaux (Oise) et mort le 11 décembre 2012 à Paris, fut, pendant la Seconde Guerre mondiale, un agent français du service secret britannique Special Operations Executive.

## Biographie

### Premières années
Gilbert Charles Georges Turck naît le 3 septembre 1911 au Frestoy-Vaux (Oise). Son père est maire du village et sa mère, née Lob de Laversay, est poète.
Il est élève au lycée Saint-Louis à Paris, puis fait des études d’architecture.

### Seconde Guerre mondiale
Lorsque la guerre commence, il travaille aux Chemins-de-fer. Appelé sous les drapeaux, il est affecté dans une unité du deuxième bureau et assure la liaison avec la section D de l’Intelligence Service, qui va devenir l’un des éléments constitutifs du SOE. Aux derniers moments des hostilités, il rejoint l’Angleterre, où il est aussitôt recruté par le SOE sous l’identité de Georges Tunmer.
Mission
Définition de la mission : il est opérateur radio de la mission FAÇADE, aux côtés de Jacques Vaillant de Guélis.
Dans la nuit du 6 au 7 août 1941, les deux hommes sont parachutés à l'aveugle près de Saint-Désiré (Allier), à 25 km au NO de Montluçon. Le saut de Gilbert Turck se passe mal : en sautant, il heurte l’aile de l’avion et perd connaissance. Découvert par des paysans, il est remis à la gendarmerie, laquelle le transfère au Département militaire de l’Allier. Interrogé par des policiers dans une caserne de Montluçon, Gilbert Turck déclare : avoir été entraîné au camp de Penritt, près de Londres ; avoir soudoyé un pilote de la RAF pour se faire ramener en France, où il aspirait à y mener une vie normale ; le 6 août dans la soirée, avoir pris place à bord d’un avion anglais qui venait jeter des tracts de propagande en France ; avoir été parachuté dans la région de Montluçon ; avoir eu l’intention de se rendre le plus vite possible à Marseille auprès du commandant Brochu pour lui rendre compte de sa mission ; que la carte d’identité au nom de Tambon lui a été remise en Angleterre par le major Longmore. Son récit paraissant assez convaincant, Gilbert Turck est relâché. Il part à Marseille, où il s’installe à la Villa des Bois et commence son travail.
En octobre 1941, revenant d’un voyage exploratoire en zone occupée, il apprend qu’il est recherché. Il hésite un moment, pensant essayer de retourner à Londres par l’Espagne et décide finalement de s’installer à Paris. Devenu Georges Delanoë, il monte une sorte d’école de sabotage et il achète la petite société de transport Loisel qui lui sert de couverture et lui permet de faire passer, régulièrement, hommes et matériel de la zone occupée à la zone libre et réciproquement. Son père lui fournit cartes de rationnement et faux papiers, auxquels sa fonction de maire lui donne accès. Sa fiancée Solange Crista en est la gérante.
Dès le printemps 1942, Turck/Delanoë a des antennes en Bretagne, vers Lyon et Marseille ; mais déjà de premières arrestations touchent son organisation. Lui-même est arrêté le 7 juillet 1942 au café des Deux Magots, à Saint-Germain-des-Prés. Sa fiancée est également arrêtée. Mais les Allemands ne découvrent pas les explosifs stockés dans un fauteuil sur l’un des paliers de l’escalier de l’immeuble qu’elle habite. Ni elle ni lui ne disent quoi que ce soit, et il apparaît rapidement que les Allemands ne savent pas grand-chose de leurs activités. Gilbert Turck est interné à Fresnes. Le 21 septembre 1942, il tente de s’évader, franchit trois des murs qui le séparent de l’extérieur, mais est finalement repris.
Le 14 janvier 1944, il est transféré au camp de Royallieu, près de Compiègne, où il est sévèrement battu après s’être interposé pour défendre un Sénégalais malmené par quatre Allemands. Il est déporté à Buchenwald par le train du 26 janvier 1944 sous le numéro 44 434. Là, il essaye de nouveau de s’évader, ce qui lui vaut d’être exposé, nu, au froid glacial, pendant trois jours, puis d’être transféré à Dora, où il contracte une pneumonie. Le médecin du camp qui l’examine, apprenant qu’il est architecte, obtient qu’il soit nommé architecte du camp en remplacement de celui qui vient d’être muté. Grâce à cela, Turck survit jusqu’à l’évacuation du camp et une marche vers Bergen-Belsen, où les troupes britanniques le libèrent, enfin, le 18 avril 1945.

### Après la guerre
Il rentre au Royaume-Uni.
En août 1945, il passe dans les services français. Démobilisé, il reprend son métier d’architecte.
Jean Pierre-Bloch, Georges Bégué, Jean Le Harivel et Robert Lyon demandent l'ouverture d'une enquête, pour déterminer son rôle dans certaines arrestations qui ont eu lieu à Marseille. En 1946, Roger Wybot, devenu directeur de la Surveillance du Territoire établit un rapport qui le met hors de cause. Gilbert Turck et son principal accusateur, Georges Bégué, sont entendus par un jury d'honneur, constitué à Londres le 18 mars 1947, qui conclut « que ceux qui avaient accusé Turck l'avaient fait honnêtement et de bonne foi », mais qu'il n'y avait lieu de suspecter ni sa loyauté ni son honneur.
Il occupe ses loisirs à la restauration du château du Frestoy-Vaux. Comme son père, il devient maire du village.
Il meurt le 11 décembre 2012 à l'Hôtel des Invalides (Paris).

## Reconnaissance

### Distinctions
- Royaume-Uni : Military Cross, The 1939–45 Star.
- France : Croix de guerre 1939-1945 avec palme, commandeur de la Légion d'honneur, Médaille de la Résistance avec rosette, croix du combattant, croix du combattant volontaire, croix du combattant volontaire de la résistance, médaille de  déporté résistant, médaille commémorative de la guerre 1939/45, Forces françaises libres, Insigne des blessés militaires.

## Identités
- État civil : Gilbert Charles Georges Turck
- SOE :
  - Enregistrement : George Christopher Tunmer, Canadien
  - Nom de guerre : Christophe
  - Nom de code opérationnel : LEVÉE
  - Fausse identité : Gérard Émile Tambon, architecte, né le 20 mars 1911 à Paris, domicilié 52, rue de la Convention, Paris XVe.
  - Autre pseudo : Crista (c’est le nom de sa fiancée).
- Couverture à Paris en 1942 : Georges Delanoë, transporteur routier.

Situation militaire :
- British army ; grade : captain ; general list, matricule 191813.
- SOE, section F
- Lieutenant-colonel (cr) au 5ème Génie à Versailles